# Sarapuí
Sarapuí is een gemeente in de Braziliaanse deelstaat São Paulo. De gemeente telt 8.601 inwoners (schatting 2009).

## Aangrenzende gemeenten
De gemeente grenst aan Alambari, Araçoiaba da Serra, Capela do Alto, Itapetininga, Pilar do Sul en Salto de Pirapora.